# Crambus berliozi
Crambus berliozi là một loài bướm đêm trong họ Crambidae.